# Devichil
Devichil (真・女神転生 デビチル, Shin Megami Tensei: Debichiru) is een animeserie uit 2000 gebaseerd op de computerspellen "Shin Megami Tensei: Devil Children: Black Book" en "Shin Megami Tensei: Devil Children: Red Book." Deze specifieke spellen zijn niet in het Engels uitgekomen, maar de computerspellenreeks is in Noord Amerika bekend als "DemiKids: Shin Megami Tensei."